# Non mangiate le margherite
Non mangiate le margherite (Please Don't Eat the Daisies) è un film commedia del 1960, diretto dal regista Charles Walters, con protagonisti Doris Day e David Niven.

## Trama
Larry Mackay, professore presso l'Accademia Americana di Arti Drammatiche di New York, sta iniziando una nuova carriera come critico teatrale. È sposato con Kate Robinson e padre di quattro bambini, David, Gabriel, George e il piccolo Adam.
A malincuore, già con la prima recensione, è costretto a stroncare l'opera messa in scena dal commediografo Alfred North, suo amico di lunga data, e interpretata dalla provocante attrice Deborah Vaughn, guadagnandosi subito l'ostilità di entrambi.
Scaduto il contratto di affitto dell'appartamento in cui abita, Larry decide di trasferirsi, insieme con la famiglia, in una magione di campagna, che necessita però di lunghi lavori di restauro. Il rumore gli impedisce di concentrarsi e perciò, su suggerimento della moglie, torna a vivere in albergo a New York.
Vista la lontananza e le diverse abitudini di vita, tra i coniugi Mackay iniziano le incomprensioni, favorite dai tentativi di seduzione da parte di Deborah nei confronti dell'influente Larry e dal tempo speso da Kate per organizzare la recita di beneficenza per la parrocchia del villaggio.
Per vendicarsi della stroncatura, Alfred recupera un modesto copione inedito scritto da Larry in età giovanile, quando ancora nutriva ambizioni da commediografo. Falsificato il nome dell'autore, lo affida a Kate per lo spettacolo parrocchiale, impegnandosi a distribuire alcuni biglietti presso i maggiori critici di New York.
Assistendo alle prove, Larry si accorge della trappola e riesce ad anticipare tutti sul tempo, pubblicando una recensione molto negativa nei confronti della sua stessa opera. Si rende conto di essersi fatto prendere troppo dal suo nuovo lavoro, trascurando gli affetti familiari, e decide di tornare a casa abbracciato alla moglie Kate.